# Cyclocaris tahitensis
Cyclocaris tahitensis är en kräftdjursart som beskrevs av Stebbing 1888. Cyclocaris tahitensis ingår i släktet Cyclocaris och familjen Lysianassidae. Inga underarter finns listade i Catalogue of Life.